# 白喉文鳥
白喉文鳥（學名：Euodice malabarica），又稱印度銀嘴文鳥，是梅花雀科銀嘴文鳥屬的一种，分布於印度次大陸及周邊地區，曾被認為包括與其密切相關的銀嘴文鳥（Euodice cantans）。這種梅花雀科鳥類是中東和印度次大陸較乾燥地區的常見留鳥。牠們也被引入至世界多個地區，並在一些地方成功建立族群。牠們通常以小群在草地和灌木叢中覓食。
白喉文鳥在台灣是外來種逸鳥，現已歸化在台灣大量繁衍。

## 分類
白喉文鳥首次由瑞典博物學家卡爾·林奈於1758年的《自然系統自然系統》第十版中正式描述。牠被林奈歸類於交嘴雀屬（Loxia），並賦予二名法名稱 Loxia malabarica。 種小名來源於印度西海岸的馬拉巴爾海岸。 林奈最初指定的模式產地為印度，但在1926年由E.C.斯圖亞特·貝克將其範圍限制在馬拉巴爾地區。 現今，白喉文鳥與銀嘴文鳥一起被歸入銀嘴文鳥屬（Euodice），該屬由路德維希·賴興巴赫於1862年引入。 此物種為單型種，未有亞種被確認。
白喉文鳥和銀嘴文鳥過去曾被歸類於文鳥屬（Lonchura）。2020年發表的一項分子系統發育學研究發現，這兩種銀嘴雀構成了一個進化支，且是文鳥屬物種的基群。

## 描述
成年白喉文鳥體長約11至11.5 厘米，擁有圓錐形的銀灰色喙、黃褐色的上半身、白色的下半身、帶有淡褐色的兩側及深色的翅膀。尾巴為黑色，翅膀呈深色，與白色的尾上覆羽形成對比。雌雄外觀相似，但幼鳥的下半身呈褐色，尾巴較短。尾羽中央較長，向外逐漸變短，使尾巴看起來尖銳。牠們主要以種子為食，但也捕食昆蟲，並且曾被觀察到訪問蜜源植物，如刺桐樹。

## 棲地與分布
白喉文鳥通常出現在乾燥的開闊灌木叢、休耕地及耕地，有時靠近水源。雖然主要分布於平原地區，牠們在一些喜馬拉雅山次區域可達海拔約1200米。 其分布範圍包括巴基斯坦、尼泊爾、孟加拉、印度、斯里蘭卡、伊朗和以色列。牠們也被意外引入至世界多個地區，並在約旦、以色列、科威特、阿曼、波多黎各、卡達、沙烏地阿拉伯、埃及（自2019年以來）、美國、維爾京群島（可能已滅絕） 和尼斯（法國南部） 建立了族群。
白喉文鸟的平均体重约为11.0克。栖息地包括亚热带或热带的（低地）干燥疏灌丛、牧草地、亚热带或热带的旱林、耕地、干燥的稀树草原和亚热带或热带的（低地）干草原。通常成群出現在平地到低海拔的草叢、農耕地區。有時會和斑文鳥、麻雀等雀鳥群雜居。
儘管大部分族群為定居性，部分族群會進行季節性遷移。

## 行為與生態
這些鳥類為群居性，通常以多達60隻的群體活動。牠們在地面或低矮的灌木叢和草莖上覓食，覓食時會不斷發出低沉的啾啾叫聲以保持聯繫。牠們會拜訪水源，並以快速啜飲的方式喝水。 牠們的主要食物來源為各種草籽，也會食用一些農作物的種子。
繁殖季節因地區而異，並呈現分散分布。牠們在印度南部的冬季築巢，北印度則在夏季後築巢。巢為不整齊的草球狀結構，一側有開口，通常建於低矮的灌木叢中，常見於多刺的相思樹屬樹木上。牠們也會利用黃胸織布鳥的舊巢，有時甚至會造訪仍有織布鳥居住的巢。牠們有時會在禿鷲或鸛鳥的巢下築巢。 舊巢全年被用作夜間棲息的睡巢。雌鳥有時會將卵產於其他配對的巢中。 每窩可產下4至8枚白色的卵，雙親共同孵卵，孵化期約11天。幫手可能會參與繁殖，因為有時會觀察到多隻成鳥在同一巢中活動。
已有數種寄生性原生動物和球蟲（Sivatoshella lonchurae） 在該物種中被描述。

## 圖庫

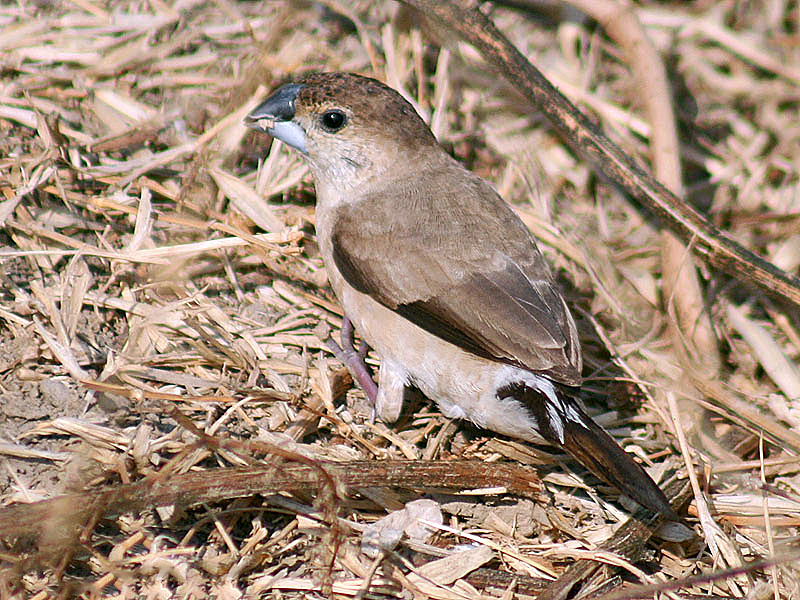
地面覓食（印度）
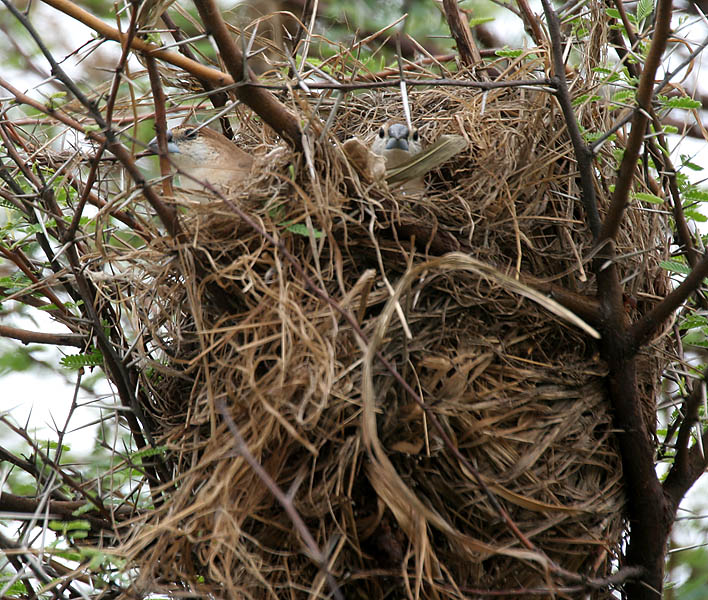
築巢於多刺的「金合歡」中
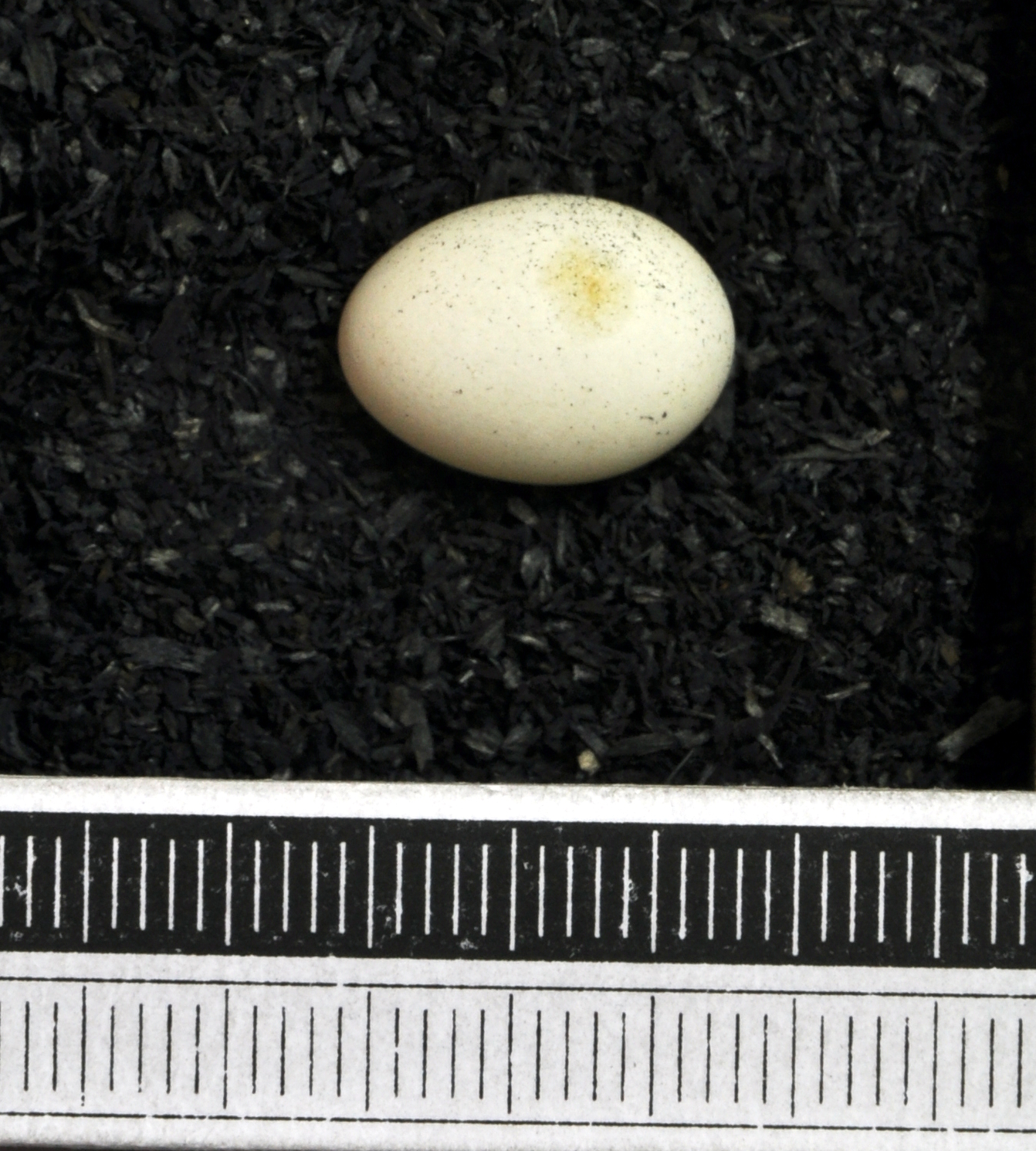
蛋, 收藏於威斯巴登博物館
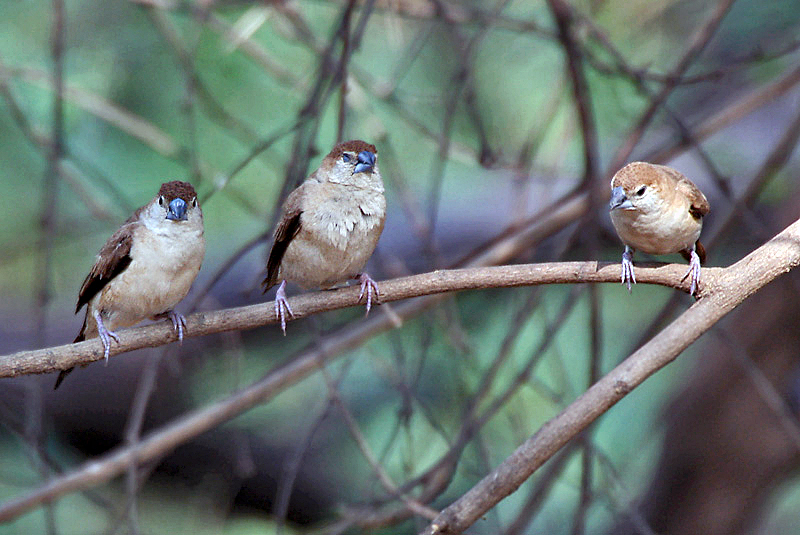
鳥群的一部分，其中有亞成鳥
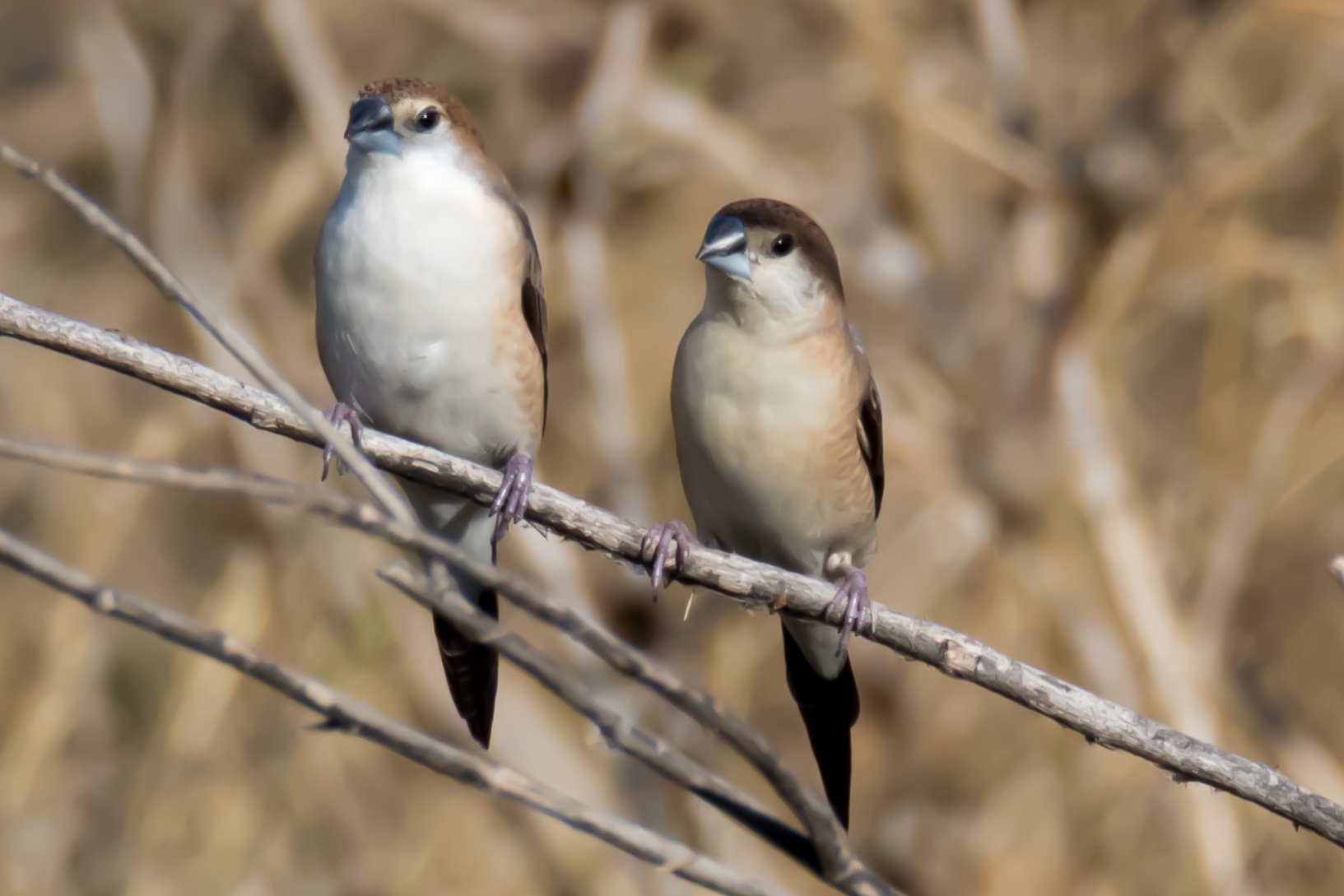
白喉文鳥（印度南部）
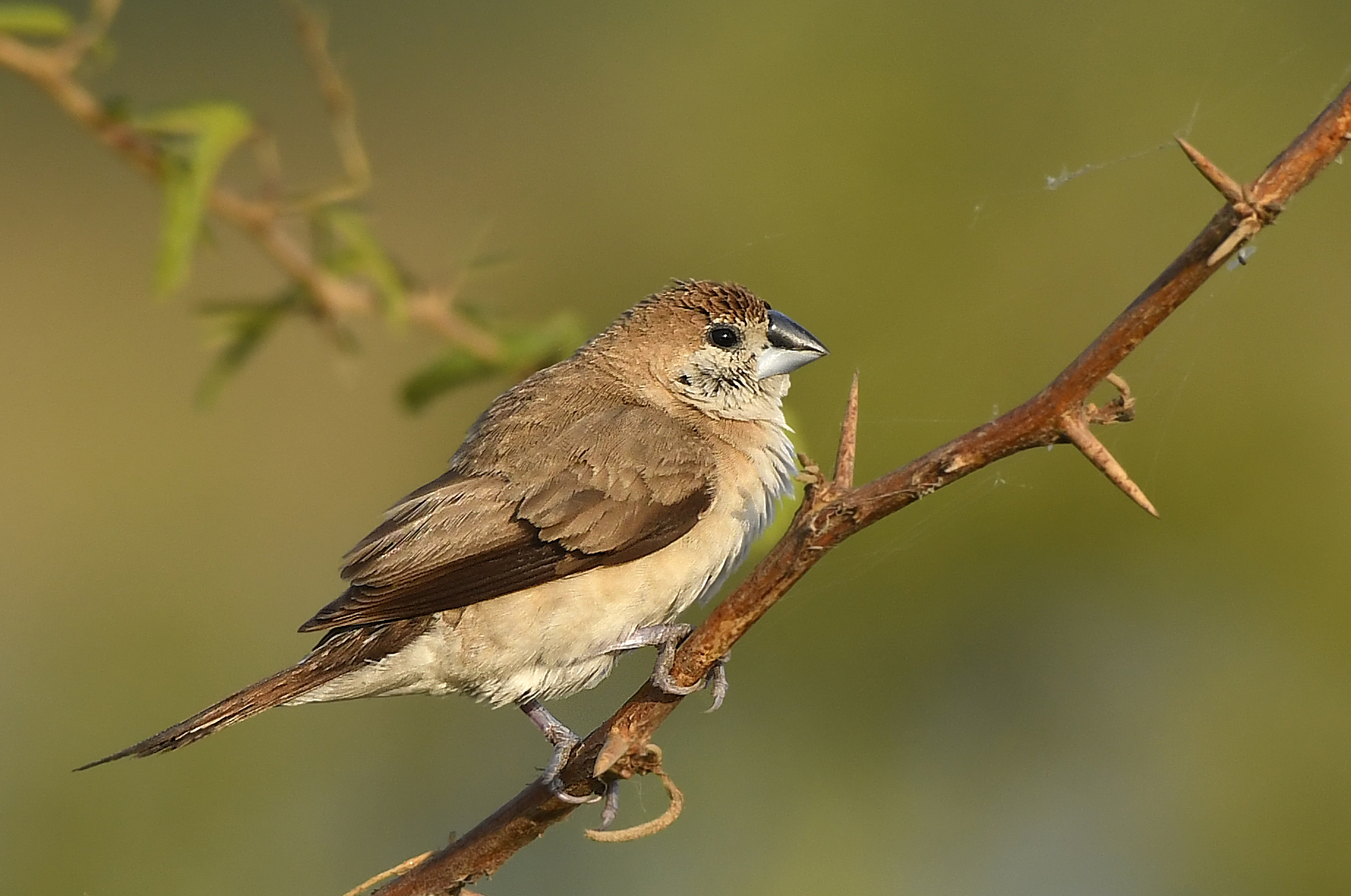
白喉文鳥 在 基賈迪亞鳥類保護區，賈姆訥格爾, 印度

## 外部連結
- Photographs and videos （页面存档备份，存于）